# Коровинское шоссе
Коро́винское шоссе́ (название утверждено в 1960 году) — шоссе на севере Москвы, расположенное в Северном административном округе.

## Происхождение названия
Получило своё название по направлению к бывшей деревне Коровино, которое находилось в конце нынешнего Коровинского шоссе (вошло в состав Москвы в 1960 году, снесено в 1984 году). Впервые деревня упоминается в документе 1586 года как Никольское, Коровий Враг тож. Предполагают, что оно получило название от ручья Коровий Враг. Ещё ранее, в XV веке, в этих местах была известна административная область Коровий Стан. Возможно, своё имя он получил от прозвища Корова князя Ивана Юрьевича Патрикеева (двоюродного брата Ивана III), достоверно владевшего землями по соседству с Коровиным.
Ранее (до строительства канала имени Москвы, аэропорта Шереметьево, МКАД) Коровинское шоссе продолжалось далее до Рогачёвского шоссе.

## Расположение
Начинается от Дмитровского шоссе, пересекая Пяловскую, Селигерскую улицы, Проектируемые проезды № 6191, 6193, 6194, Коровинский проезд, Дегунинскую улицу, улицу Ивана Сусанина, Талдомскую улицу, а также улицу Восьмисотлетия Москвы, Ангарскую, Базовскую, Клязьминскую улицы, Ижорский проезд, Проектируемый проезд № 210 и Ижорскую улицу. Через Ижорскую улицу и Бусиновский проезд имеет выезд на МКАД и Лихачевский проспект города Долгопрудного.

## Транспорт

### Автобусы
На различных участках Коровинского шоссе проходят маршруты автобусов:
- № 149 — Коровино —  Верхние Лихоборы
- № 167 —  Лианозово —  Селигерская
- № 191 — Станция Грачёвская —  Селигерская
- № 194 — Коровино —  Петровско-Разумовская
- № 215 — Станция Грачёвская —  Петровско-Разумовская (с заездом на улицу Ивана Сусанина и к платформе «Моссельмаш» Октябрьской железной дороги)
- № 215к — Станция Грачёвская —  Селигерская (без заезда на улицу Ивана Сусанина и к платформе «Моссельмаш» Октябрьской железной дороги)
- № 270 — Лобненская улица —  Речной вокзал
- № 447 — Базовская улица — Самотёчная площадь
- № 499 — Бусиново —  Лианозово
- № 591 — Станция Грачёвская —  Войковская
- № 656 — Бусиново —  Селигерская
- № 672 — Коровино —  Селигерская
- № 673 — Станция Грачёвская —  Речной вокзал

### Маршрутные такси
На участке Коровинского шоссе от Ангарской улицы до улицы 800-летия Москвы проходит маршрут маршрутного такси:
- № 1014 (А-5) — Станция Ховрино — «Ашан-Алтуфьево»

### Метро
- Станция метро «Селигерская». Вход в южный вестибюль станции расположен рядом с домом № 2А.
- Станция метро «Ховрино»
- Станция метро «Яхромская»

### Железнодорожный транспорт
Ближайшие железнодорожные станции  Октябрьской железной дороги:
- Ховрино (1,2 км)
- Моссельмаш (1,3 км)
- Грачёвская (1,3 км)

## Учреждения и организации

### Чётная сторона
- № 2А — гостиница «Комплекс Метростроя».
- № 6, к. 2 — Дмитровский отдел ЗАГС.
- № 6, к. 3 — Дом детского творчества.
- № 10 — гостиница «Холидей Инн Москва Селигерская».
- № 10, стр. 2 — бизнес-центр «Ирис».
- № 14А — школа № 771 (структурное подразделение № 3)
- № 16А, стр. 1 — АЗС «Газпромнефть».
- № 20, к. 1 — Сбербанк России — отделение № 9038/01159, магазин «Книги», магазин «Подружка», зоомагазин «Четыре лапы».
- № 20А — детский сад № 2246 (круглосуточный, для детей с нарушением речи).
- № 22 — библиотека САО № 196.
- № 24, к. 1 — магазин «Перекресток», магазин «Би-Би», магазин «Корейские автозапчасти», аптека «Ригла».
- № 24А — школа № 847.
- № 26/2 — магазин «Пятёрочка», магазин «Рыболов-Спортсмен», магазин «Fix Price».
- № 28 — колледж архитектуры и строительства № 7.
- № 36А — детская поликлиника № 86, травмпункт.

### Нечётная сторона
- № 1, к. 1 — Почта России — отделение № 504-125504, пиццерия «Доминос пицца».
- № 5, к. 1 — Сбербанк России — отделение № 9038/01173, магазин «Дикси».
- № 9, к. 1 — магазин «Верный».
- № 13, к. 1 — магазин «Магнит», аптека «Столички», зоомагазин.
- № 17А — ФГУП «Московское протезно-ортопедическое предприятие».
- № 19 — магазин «Магнит», магазин «Магнит Косметик», аптека «Магнит».
- № 19, к. 1 — салон красоты «Багира», аптека «Горздрав», «Ваш Ломбард».
- № 21, к. 1 — Сбербанк России, магазин «Пятёрочка».
- № 21А — детский сад № 185 (для детей с нарушением речи).
- № 23, к. 1 — медицинский центр «Добромед», магазин «Пятёрочка», магазин «Смешные цены», магазин-кафе Пекарня N1, магазин «Вкус Вилл», пиццерия «Додо пицца».
- № 25/30 — Почта России — отделение № 412-125412, магазин «Продукты», салон сотовой связи «Связной», салон сотовой связи «Билайн», типография.
- № 29 к. 1 — магазин «Хороший день».
- № 33А —  магазин «Пятёрочка», магазин-кафе Пекарня N1
- № 35А — Москассзавод.
- № 37А — Мостеплосеть.
- № 37Б, стр. 1 — АЗС «Jb».
- № 41 — дата-центр «NORD».

## В искусстве
Песня «Алевтина» : 
На Коровинском шоссе,
Возле дома номер семь…Сергей Трофимов

## Достопримечательности
Вдоль Коровинского шоссе, между улицами 800-летия Москвы и Ангарской располагается парк «Ангарские пруды».
До 1987 года на Коровинском шоссе, владение 12, располагалось Дегунинское кладбище. В 1987 году могилы были перезахоронены на Щербинское кладбище. Территория бывшего кладбища была включена в состав территории МНТК «Микрохирургия глаза».
9 мая 2014 года на Коровинском шоссе рядом с домом № 17, корпус 2 заложена Аллея Дружбы «Москва — Севастополь», посвященная 70-летию освобождения города Севастополь от немецко-фашистских войск.